# Sarcopera oxystylis
Sarcopera oxystylis là một loài thực vật có hoa trong họ Marcgraviaceae. Loài này được (Baill.) Bedell ex Giraldo-Cañas mô tả khoa học đầu tiên năm 2002.